# 奚如谷
奚如谷（英語：Stephen H. West；1944年1月6日—），是美国汉学家、哲学家和翻译家。

## 生平
奚如谷1969年从亚利桑那大学东方语言系硕士毕业，1972年从密歇根大学博士毕业后留校任教。1986年被聘为加州大学伯克利分校教授，在中国及东亚语言学院教授中文。目前在亚利桑那州立大学担任全球研究学院语言文学系教授以及亚洲研究中心主任。
他主要研究领域为宋元时期的中国文学与文化史，涉及到宋词、元曲、散文、中国早期戏剧以及历史典籍、文字、古代都市文化、园林文化等一系列相关的领域，在中国中古史、中西比较文学以及元明戏剧方面造诣尤深。与哈佛大学伊维德教授合写多本著作。

## 著作

### 英文著作
- Vaudeville and Narrative: Aspects of Chin Theater. Münchener Ostasiatische Studien. Wiesbaden: Franz Steiner Verlag, 1977
- China, 1976. Tucson: University of Arizona Press, 1978. (与他人合著)
- Chinese Theater 1100-1450: A Source Book. Münchener Ostasiatische Studien. Wiesbaden: Franz Steiner Verlag, 1982. (与伊维德合著)
- The Moon and the Zither: Wang Shifu's Story of the Western Wing. Berkeley: University of California Press, 1991. (与伊维德合著)
- The Story of the Western Wing. Berkeley: University of California Press, 1995. (Rev. ed. of Moon and the Zither). (与伊维德合著)

### 中译著作
- 釋夢：《東京夢華錄》的來源，評价與影響 《美中國古典文學研究名家十年文選》，乐黛云、陈玨编选。南京，江苏人民出版社，1996年，第514-546页
- 王若虛:一位被遺忘的傳統學者及其《論語辨惑》國際漢學論叢，林庆彰，台北: Lexue Book Co., 199, 第1–17页
- 臧懋循改寫竇娥冤考，文學評論，北京社会科学院，1992年，第1期，第62–75页
- 《藍采和》年代考及史料，首屆元曲國際研討會論文集，首屆國際研討會組委會編。石家庄：河北教育出版社, 1995年，第594-98页 (与伊维德合著)
- 文本與意識形態,中國文學研究，第16期, 第247–97页，复旦大学出版社, 2011年
- 奇觀、儀式、社會、關係：北宋御苑中的天子、子民和空間建構，城市與園林，武汉大学出版社，第18–45页，2006年
- 史的解構 China Scholarship, 2002年，第26-65页，皇后、葬禮、油餅與豬─《東京夢華錄》和都市文學的興起，《文學、文化與世變》，台北: 中央研究院，2002年, 第197–218页
- 論《才子牡丹亭》之《西廂記》評注《湯顯祖與牡丹亭》，台北：中央研究院，2005年，第467–496页
- 思鄉情懷：北宋开封的年節，陈平原，北京大学出版社，2012年
- 略談元雜劇早期的版本以及現代戲劇學的發展，《中國戲曲的新方向》，台北：中央研究院历史语言研究所，2014年